# HP Mini

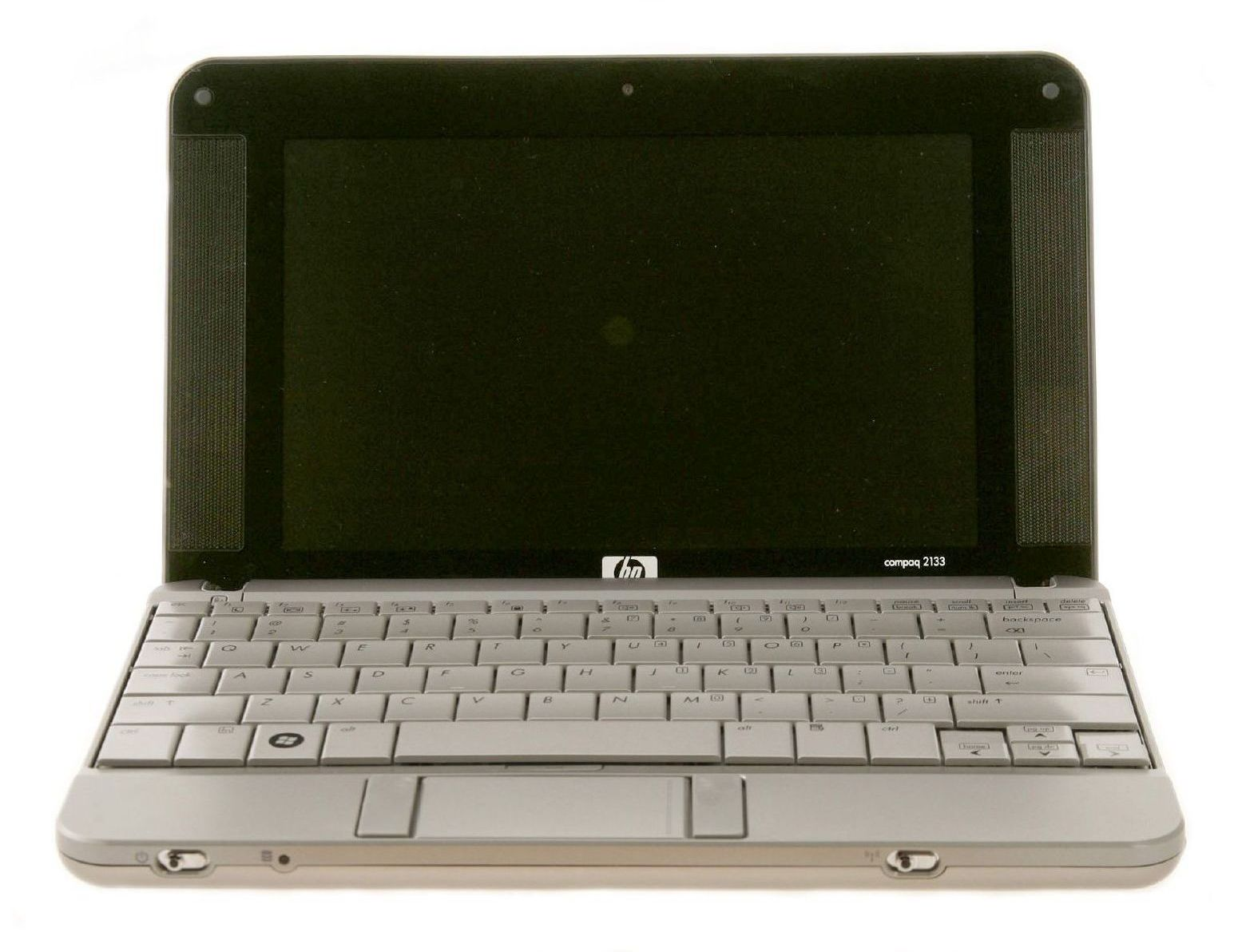
HP 2133

HP Mini — серия недорогих нетбуков от компании HP. Первым из них стал HP 2133 Mini-Note PC, вышедший в 2008 году, и появившийся в России лишь в начале 2009-го. Сейчас существует множество разновидностей HP Mini, все они представлены на официальном сайте HP: HP Mini для работы, HP Mini для дома. Отличается сплошным алюминиевым корпусом, 92+% полноразмерной клавиатурой, широкоформатным 10,1-дюймовым дисплеем со светодиодной подсветкой и встроенной веб-камерой, а также элегантным стильным дизайном.

## Разновидности
HP 2133 Mini-Note PC
Ноутбук HP Mini 2140
HP Mini 5101
HP Mini 1100 Vivienne Tam Edition PC

## Характеристика HP Mini
| Название ноутбука    | Процессор | ОЗУ                                                                                                 | Жёсткий диск | Дисплей | Гнёзда расширения, порты и разъёмы ввода-вывода | Связь                                                                                           | Батарея | Клавиатура                            | Аудио | Габариты                          | Вес     | Примечания |
| -------------------- | --- | --------------------------------------------------------------------------------------------------- | --- | --- | --- | ----------------------------------------------------------------------------------------------- | --- | ------------------------------------- | --- | --------------------------------- | ------- | --- |
| HP 2133 Mini-Note PC | VIA C7®-M ULV (до 1,2 ГГц, 800 МГц FSB, 128 Кб кэша L2)/VIA C7®-M ULV (до 1,6 ГГц, 800 МГц FSB, 128 Кб кэша L2); Графика: VIA Chrome9 | DDR2, 667 МГц, 1024 или 2048 Мб; 1 слот памяти SODIMM; Возможность расширения до 2048 Мб (максимум) | Serial ATA 120 или 160 Гб (5400 об./мин)                                                                           | 8,9" WXGA (разрешение 1280 x 768) или 8,9" WSVGA (разрешение 1024 x 600)                                     | Свободные слоты для дополнительных устройств: слот для карт Express54, 1 слот Secure Digital; 2 порта USB 2.0, VGA, вход для стерео-микрофона, выход для стерео-наушников/линейный, доп. веб-камера VGA, разъем питания, RJ-45; Слот замка Kensington | Broadcom 802.11a/b/g, b/g; доп. Bluetooth® 2.0, HP Wireless Assistant; модем не включен         | 6-секционная, до 4 ч 30 мин (55 Вт-ч) или 3-секционная, до 2 ч 15 мин (28 Вт-ч) литий-ионная батарея; Внешний интеллектуальный адаптер HP переменного тока, 65 Вт, технология быстрой зарядки HP | Полноразмерная клавиатура QWERTY 92 % | Аудио высокого разрешения, стереоколонки, стереовыход на наушники/в линию, вход стереомикрофона, встроенный стереомикрофон | 3,3 (спереди) x 27 x 16,5 см      | 1.27 кг | Стал первым нетбуком серии HP Mini, обладает манипулятором TouchPad с зоной скроллинга; клавиши, соответствующие левой и правой кнопам мыши, расположены по бокам TouchPad’а |
| Ноутбук HP Mini 2140 | Intel® Atom N270 (1,6 ГГц, шина FSB 533 МГц, кэш-память L2 512 Кб)                                                                    | DDR2 800 МГц, 2048 МБ                                                                               | Жесткий диск SATA 160 ГБ (5400 или 7200 об./мин), HP 3D DriveGuard (поддерживается только на моделях с ОС Windows) | 10,1-дюймовый дисплей HP Illumi-Lite SD (1024 x 576) со светодиодной подсветкой и встроенной веб-камерой VGA | Свободные слоты для дополнительных устройств: 2 порта USB 2.0, доп. веб-камера VGA, 1 слот Secure Digital, слот для карт Express54, вход для стерео-микрофона, выход на стереонаушники/в линию, разъем питания, RJ-45, Слот замка Kensington          | Broadcom 802.11a/b/g/n, Bluetooth® 2.0 (дополнительно), HP Wireless Assistant; модем не включен | 6-секционная, до 8 часов (55 Вт-ч) или 3-секционная, до 4,5 часов (28 Вт-ч) литий-ионная батарея, Внешний интеллектуальный адаптер HP переменного тока, 65 Вт, технология быстрой зарядки HP     | Полноразмерная клавиатура QWERTY 92 % | Аудио высокой четкости, стереодинамики, выход на стереонаушники/в линию, вход стереомикрофона, встроенные стереомикрофоны  | 26,14 x 16,62 x 2,67 (спереди) см | 1.19 кг | Последователь HP 2133 Mini-note PC,обладает многими функциями предшественника. Точно также, как и HP 2133 Mini-note PC, обладает манипулятором TouchPad с зоной скроллинга; клавиши, соответствующие левой и правой кнопам мыши, расположены по бокам TouchPad’а. Колонки в данной модели расположены не по бокам дисплея, как в РЗ Mini 2133, а по бокам клавиатуры, что делает этот нетбук более удобным для работы, нежели его предшественник. |